# Zeck Juli
Zeck Juli (Kolozsvár, 1982. szeptember 4. –) magyar színésznő.

## Életpályája
2001-ben érettségizett az egri Dobó István Gimnáziumban. 2001–2005 között a Színház- és Filmművészeti Egyetem hallgatója volt. 2005–2009 között a Vígszínház, 2009–2012 között a kecskeméti Katona József Színház tagja volt. 2012–2016 között szabadúszó, majd 2016–2019 között a debreceni Csokonai Színház színésze volt. 2021-től a Marosvásárhelyi Művészeti Egyetem drámaírás szakán tanul.
Férje Kovács András színész.

## Film és TV-s szerepei
- 200 első randi (2019)
- Hacktion: Újratöltve (2013)
- Casino (2010)
- 3 modell (2009)
- Intim fejlövés (2009)
- Tűzvonalban (2007)